# Piratenpartij (Nederland)

Piratenpartijen in de verschillende landen
Gekozen in het Europees Parlement
Nationaal gekozen
Lokaal gekozen
Ingeschreven voor verkiezingen
Geregistreerd in sommige staten
Niet geregistreerd maar actief
Status onbekend

De Piratenpartij (PPNL) is een Nederlandse politieke partij die werd opgericht op 10 maart 2010, naar het voorbeeld van de Zweedse Piratenpartij. De Piratenpartij is lid van de internationale vereniging van piratenpartijen Pirate Parties International. De partij is met één zetel vertegenwoordigd in de gemeenteraad van Enkhuizen en zit als combinatie met De Groenen en De Basis in vier Amsterdamse stadsdeelcommissies.

## Thema's
Sinds de Tweede Kamerverkiezingen 2012 werd het partijprogramma opgehangen aan vier kernpunten:
- Burgerrechten
- Overheid: Open, inzichtelijk en efficiënt
- Democratie en invloed van de burger
- Vrijheid van informatie

Op basis hiervan werden plannen en ideeën ontwikkeld op vlak van justitie, drugsbeleid, gezondheidszorg, onderwijs, mobiliteit, duurzaamheid, digitale infrastructuur, economie & financiën, internationale en ontwikkelingssamenwerking & vluchtelingen. Zo wil de partij bijvoorbeeld het auteursrecht inperken (waarbij niet-commercieel gebruik wordt vrijgesteld), het octrooirecht grondig herzien, de privacy en andere (digitale) burgerrechten waarborgen en versterken, een transparante overheid en een serieuze omgang van de overheid met IT-projecten. Ook wil de partij af van het inzetten van Boa's voor politietaken en hen volledig ontwapenen en de geweldsbevoegdheden afnemen. Ook de sociale media en vernieuwende (internet)journalistiek staan hoog op het lijstje van de Piratenpartij.

## Geschiedenis
De partij deed mee aan de Tweede Kamerverkiezingen van 9 juni 2010, en behaalde daarbij 10.471 stemmen ofwel 0,11% van het totaal - 16% van de kiesdeler.
Op 25 juli 2010 stuurde de ledenraad het voltallige bestuur van de Piratenpartij naar huis, omdat die afspraken stelselmatig niet zou nakomen. Vanuit de ledenraad werd een interim-bestuur aangesteld, dat tot eind 2010 moest aanblijven.
Aan het begin van de Tweede Kamerverkiezingen van 2012, op 12 juli, stond de partij voor het eerst op 1 zetel in een peiling van EenVandaag. Uiteindelijk heeft de partij landelijk 30.600 stemmen getrokken, wat neerkomt op ongeveer 0,3% van de stemmen, niet genoeg voor een zetel.
De partij deed vervolgens ook mee aan de Europese verkiezingen in 2014. Bij die verkiezingen werden ook geen zetels gehaald. Met een percentage van 0,85% (40.216) waren dit echter wel de electoraal succesvolste landelijke verkiezingen van de partij.
Bij de gemeenteraadsverkiezingen 2014 deed de partij mee in verschillende gemeenten, echter nergens op gemeentelijk niveau werd een zetel behaald. De partij kwam in het nieuws toen Erwin Lensink (die in het nieuws was geweest als de "waxinelichthoudergooier") de Piratenpartij inschreef voor de verkiezing van de gemeenteraad van Nijmegen. Deze inschrijving was echter met goedkeuring van het landelijk bestuur, maar de Ledenraad was uiteindelijk tegen. Lensink stapte uit de Piratenpartij, nadat Samir Allioui (oprichter van de Piratenpartij in Nederland) dreigde geroyeerd te worden. De Piratenpartij bleef op het stembiljet staan, met als enige kandidaat Lensink, en haalde 0,24% van de stemmen.
De partij behaalde wel een zetel in de bestuurscommissie in Amsterdam-West. Echter, het systeem van bestuurscommissies werd in de daarop volgende raadsperiode hervormd en in 2018 deden de piraten niet meer mee in Amsterdam-West.

### Tweede Kamerverkiezingen 2017

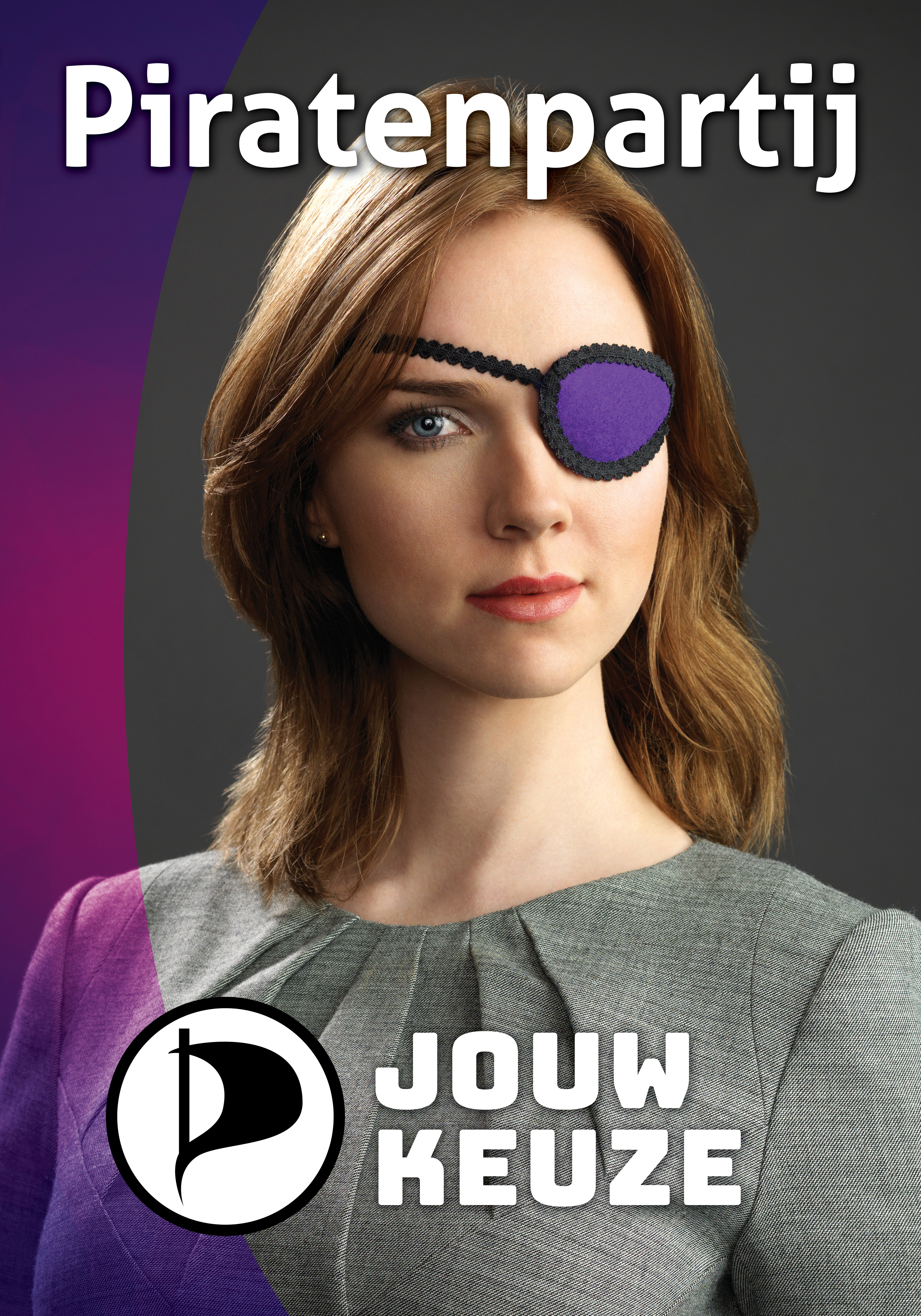
Ancilla van de Leest op de campagneposter van 2017

Als lijsttrekker voor de Tweede Kamerverkiezingen 2017 werd gekozen voor Ancilla van de Leest, een ex-model en privacy-rechten activist. In de aanloop naar die verkiezingen trad het voltallige bestuur af en meldden twee bestuursleden zich aan als lid bij het Forum voor Democratie (FVD) van Thierry Baudet. Zij deden dit naar eigen zeggen uit onvrede met het (interne) optreden van Van de Leest. Van een van de twee bestuursleden werd het lidmaatschap van FVD geweigerd.
Bij de verkiezingen haalde de PPNL slechts een marginaal betere score dan in 2014 en bleef dus steken op 50% van de kiesdrempel. Na de verkiezingsuitslag trad Van de Leest af als partijleider. Per 1 februari 2017 had de Piratenpartij meer dan 1100 leden.

### Gemeenteraadsverkiezingen 2018
Bij de gemeenteraadsverkiezingen in 2018 werd meegedaan in Utrecht en Amsterdam, maar werden er geen zetels gewonnen. In Utrecht had de PPNL maar één kandidaat nadat de andere twee kandidaten zich terugtrokken. De afdeling Delft koos voor een inhoudelijke samenwerking met STIP in plaats van zelfstandige deelname aan de verkiezingen. In Groningen werd deelname overwogen, maar uiteindelijk werd vanwege een "gebrek aan capaciteit" besloten de deelname af te blazen.
Na de tegenvallende verkiezingsuitslagen in 2017 en 2018 vertrokken verscheidene prominente leden van de Piratenpartij, zoals de Amsterdamse kandidaten Lennon Fokkens en Jelle de Graaf, naar BIJ1.
Bij de waterschapsverkiezingen 2019 werd Matthijs Pontier, lid van de Piratenpartij, verkozen via de lijst van De Groenen in het waterschap Amstel, Gooi en Vecht.

### Europese verkiezingen 2019
Het bestuur van de Piratenpartij besloot op 29 maart 2018 om deel te nemen aan de Europese Parlementsverkiezingen 2019. Echter, enkele dagen later draaide de ledenraad het besluit terug en ontsloeg het bestuur vanwege het negeren van besluiten van de ledenraad. Ondanks dit besluit bleek op 15 april 2019 dat er alsnog een gecombineerde lijst van de groepering VanDeRegio (opgericht door Nederlandse leden van DiEM25) en de Piratenpartij mee zou doen aan de Europese verkiezingen.
De lijsttrekker was Sent Wierda, lid van VanDeRegio en fractievertegenwoordiger namens GemeenteBelangen Apeldoorn. De Piratenpartij haalde 10.724 stemmen (0,20%), een verlies van ongeveer 75% vergeleken met de verkiezingen in 2014.

### Tweede Kamerverkiezingen 2021

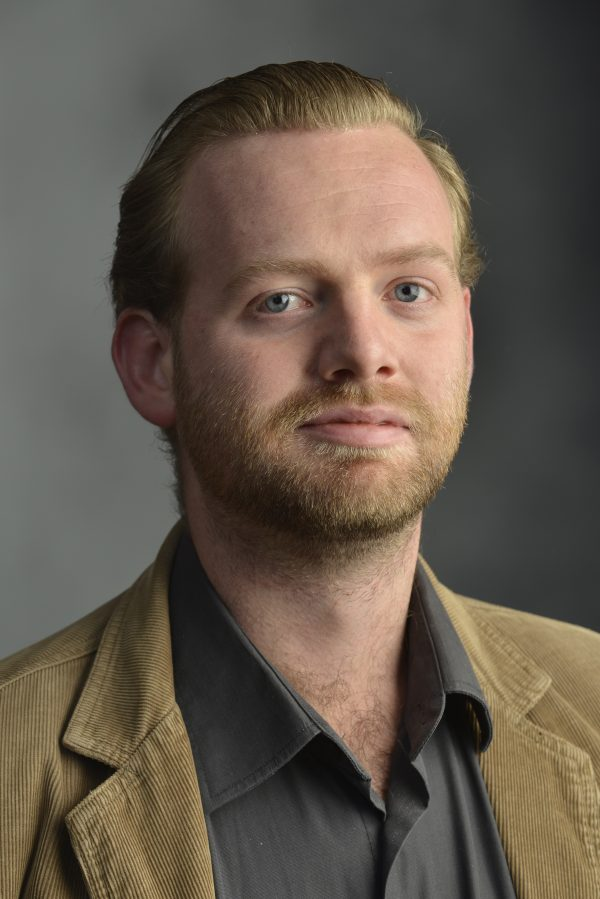
Matthijs Pontier, 2021

De Piratenpartij neemt voor een vierde keer deel aan de Tweede Kamerverkiezingen, met deze keer Matthijs Pontier als lijsttrekker. Matthijs Pontier is de enige volksvertegenwoordiger van de Piratenpartij. Hij is lid van het algemeen bestuur van het Waterschap Amstel, Gooi en Vecht en is verkozen op de lijst van De Groenen. Eerder was hij al lijsttrekker bij de Europese verkiezingen in 2014. De Piratenpartij haalde 22.546 stemmen (0,22%), te weinig voor een zetel.

### Gemeenteraadsverkiezingen 2022
Bij de gemeenteraadsverkiezingen in maart 2022 deed de Piratenpartij mee in zes gemeenten. In Amsterdam was er gekozen voor een gecombineerde lijst met De Groenen en de Basisinkomenpartij. In Delft was er net zoals in 2018 gekozen voor een samenwerking met de lokale partij STIP. In Enkhuizen wonnen de Piraten hun eerste raadszetel.

### Provinciale Staten- en waterschapsverkiezingen 2023
In 2023 deed de Piratenpartij mee aan de Statenverkiezingen in Noord-Holland en samen met De Groenen aan de waterschapsverkiezingen in hoogheemraadschap Hollands Noorderkwartier.

### Tweede Kamerverkiezingen 2023

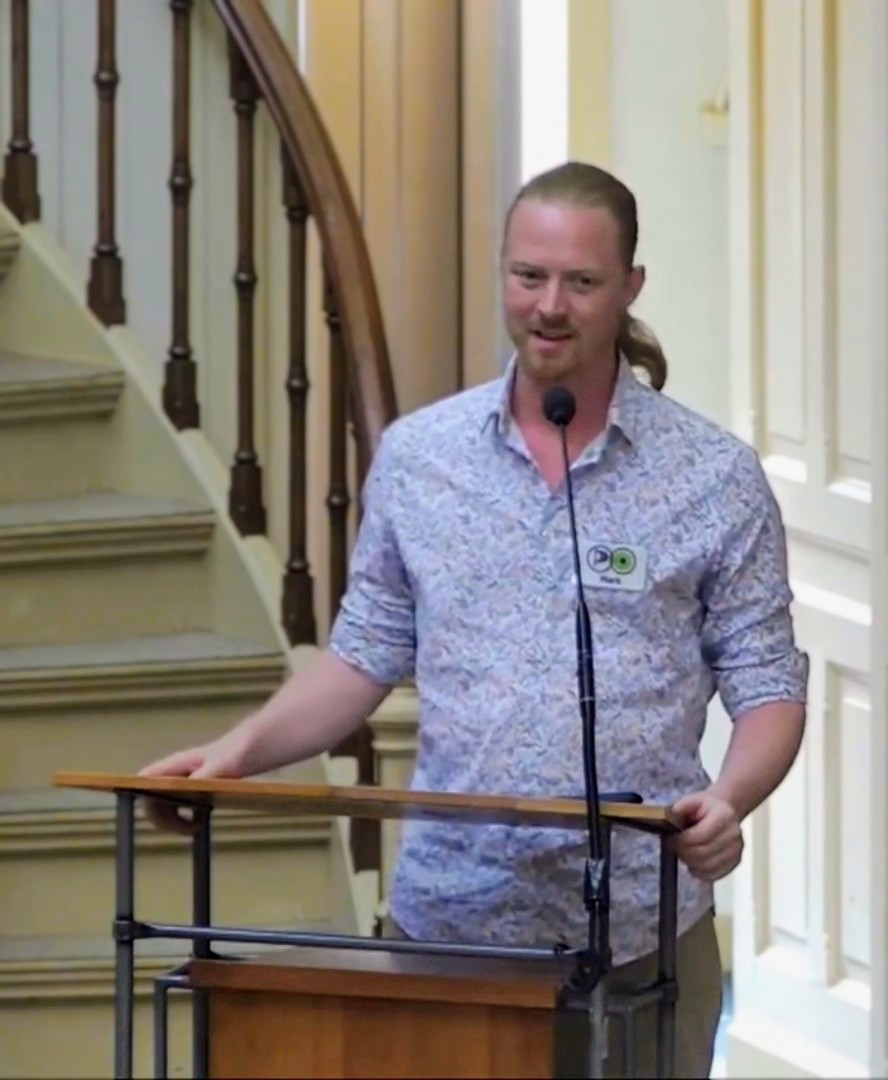
Mark van Treuren, lijsttrekker in 2023

De Piratenpartij nam in 2023 voor een vijfde keer deel aan de Tweede Kamerverkiezingen, dit maal met een gezamenlijke lijst met De Groenen.

## Verkiezingsresultaten

### Tweede Kamer
| Jaar | Lijsttrekker         | Kieslijst       | Stemmen | %     | Zetels  | Opmerking                         |
| ---- | -------------------- | --------------- | ------- | ----- | ------- | --------------------------------- |
| 2010 | Samir Allioui        | Kandidatenlijst | 10.471  | 0,11% | 0 / 150 |                                   |
| 2012 | Dirk Poot            | Kandidatenlijst | 30.600  | 0,32% | 0 / 150 |                                   |
| 2017 | Ancilla van de Leest | Kandidatenlijst | 35.478  | 0,35% | 0 / 150 |                                   |
| 2021 | Matthijs Pontier     | Kandidatenlijst | 22.546  | 0,22% | 0 / 150 |                                   |
| 2023 | Mark van Treuren     | Kandidatenlijst | 9.117   | 0,09% | 0 / 150 | Gezamenlijke lijst met De Groenen |
| 2025 | Matthijs Pontier     |                 |         |       |         |                                   |

### Europees Parlement
| Jaar | Lijsttrekker     | Kieslijst       | Stemmen | %     | Zetels          | Opmerking                         |
| ---- | ---------------- | --------------- | ------- | ----- | --------------- | --------------------------------- |
| 2014 | Matthijs Pontier | Kandidatenlijst | 40.216  | 0,85% | 0 / 26          |                                   |
| 2019 | Sent Wierda      | Kandidatenlijst | 10.724  | 0,20% | 0 / 26 - 0 / 29 | Gezamenlijke lijst met vandeRegio |
| 2024 | Matthijs Pontier | Kandidatenlijst | 23.764  | 0,38% | 0 / 31          | Gezamenlijke lijst met De Groenen |

### Provincies
| Jaar | Provincie     | Stemmen | %     | Zetels |
| ---- | ------------- | ------- | ----- | ------ |
| 2015 | Noord-Holland | 9.885   | 1,03% | 0      |
| 2023 | Noord-Holland | 6.406   | 0,54% | 0      |

### Gemeenteraden
| Gemeente                            | Stemmen                        | %                              | Zetels                         |
| Gemeenteraadsverkiezingen 2014      | Gemeenteraadsverkiezingen 2014 | Gemeenteraadsverkiezingen 2014 | Gemeenteraadsverkiezingen 2014 |
| ----------------------------------- | ------------------------------ | ------------------------------ | ------------------------------ |
| Amsterdam                           | 5.606                          | 1,7%                           | 0                              |
| Amsterdam-Noord (bestuurscommissie) | 526                            | 1,8%                           | 0                              |
| Amsterdam-West (bestuurscommissie)  | 1.981                          | 3,6%                           | 1                              |
| Amsterdam-Zuid (bestuurscommissie)  | 2.187                          | 3,5%                           | 0                              |
| Binnenmaas                          | 279                            | 2,2%                           | 0                              |
| Groningen                           | 1.188                          | 1,3%                           | 0                              |
| Zwolle                              | 798                            | 1,4%                           | 0                              |
| Gemeenteraadsverkiezingen 2018      |                                |                                |                                |
| Utrecht                             | 1.254                          | 0,8%                           | 0                              |
| Amsterdam                           | 4.459                          | 1,3%                           | 0                              |
| Herindelingsverkiezingen 2021       |                                |                                |                                |
| Purmerend                           | 202                            | 0,8%                           | 0                              |
| Gemeenteraadsverkiezingen 2022      |                                |                                |                                |
| Amsterdam                           | 4.663                          | 1,4%                           | 0                              |
| Utrecht                             | 1.036                          | 0,7%                           | 0                              |
| Eindhoven                           | 1.064                          | 1,4%                           | 0                              |
| Enkhuizen                           | 380                            | 5,0%                           | 1                              |
| Middelburg                          | 140                            | 0,6%                           | 0                              |
| Nijmegen                            | 634                            | 0,8%                           | 0                              |

### Waterschappen
| Jaar | Waterschap               | Stemmen | %     | Zetels | Opmerking                          |
| ---- | ------------------------ | ------- | ----- | ------ | ---------------------------------- |
| 2023 | Hollands Noorderkwartier | 4.024   | 0,80% | 0      | Gecombineerde lijst met De Groenen |

## Internationaal
De Piratenpartij is aangesloten bij de Pirate Parties International (PPI). Deze in Brussel gevestigde niet-gouvernementele organisatie (NGO) heeft als doel de ruim veertig nationale piratenpartijen te ondersteunen. Internationale samenwerking wordt als noodzakelijk gezien om de standpunten daadwerkelijk te kunnen verwezenlijken. De standpunten zijn gebaseerd op de Pirate Party Declaration of Principles.

## Pirate Bay-proxy
Sinds november 2011 hield de Piratenpartij een proxy naar The Pirate Bay online. Met deze proxy is het voor internetgebruikers, waaronder klanten van internetproviders die op last van de rechter de website van The Pirate Bay dienen te blokkeren, mogelijk om toch The Pirate Bay te bezoeken. In maart ondernam de auteursrechtenwaakhond Stichting BREIN actie tegen deze proxy (en enkele andere). Op last van een dwangsom van 10.000 euro diende de Piratenpartij de proxy offline te halen. Aanvankelijk leek het gehoor te geven aan de oproep van BREIN, maar op 3 april 2012 maakte de partij bekend de proxy online te houden.
Stichting BREIN reageerde hierop door een ex parte-zaak aan te spannen tegen de Piratenpartij. De rechtbank vonniste dat de Piratenpartij de proxy alsnog offline moest halen. Nadat de partij de proxy had verwijderd zette het een lijst met links naar alternatieven om de blokkade van The Pirate Bay te omzeilen op de webpagina. Toen Stichting BREIN hier vervolgens in een e-mail tegen ageerde en eiste dat de links verwijderd moesten worden en ook haar algemene proxy offline moest halen sleepte de Piratenpartij Stichting BREIN in een kort geding voor de rechter. Deze bepaalde dat de Piratenpartij voorlopig haar lijst met links mocht blijven publiceren en dat ook de algemene proxy online mocht blijven staan. Op 10 mei werd door de rechtbank echter geoordeeld dat de Piratenpartij niet mag verwijzen naar proxy's om de blokkade van The Pirate Bay te omzeilen, noch deze te vermelden. Ook werd geoordeeld de Piratenpartij drie IP-adressen en een aantal hostnames dient te blokkeren in haar generieke proxy. Tegen dit vonnis is de Piratenpartij in hoger beroep gegaan en dankzij een anticipatie-exploot van Stichting BREIN werd deze zaak op 25 september 2012 aanhangig gemaakt.